# Александар Баљак
Александар Баљак (Црвенка,  29. јула 1954.) српски је афористичар, сатиричар и антологичар.

## Биографија
Превођен је на више страних језика: пољски, њемачки, енглески, француски, шпански, италијански, руски, арапски, чешки, словачки, бугарски, румунски, дански, баскијски, бјелоруски, мађарски, македонски и словеначки.
Заступљен је у домаћим и страним бројним антологијама сатире.
Живи и ради у Београду.

## Награде
- Добитник је Признања за врхунски допринос националној култури које додјељује Министарство културе Републике Србије (2011.год.)
- Радоје Домановић
- Милош Црњански
- Бранко Ћопић
- Јован Хаџи Костић
- Драгиша Кашиковић
- Равногорска награда
- Вук Глигоријевић
- Смели цвет
- Награда Торино у синтези, за животно дјело (Торино 2016.год.)
- Награда Наџи Наман за укупно стваралаштво (Џуније,Либан,2011.год.)
- Награда Типар, за сатиричара године (Пљевља, 2009.год.)[2]

## Дела
Књиге афоризама:
- Убедили сте бога у мени (1982, Београд),
- У границама демократије (1988, Београд),
- Крвави провод (1995, Београд),
- Сумњиво окупљање речи (2000, Београд),
- Рат је први почео (2007, Београд),
- Зидови на хоризонту (2016, Београд),
- O adunare suspectǎ de cuvinte (2017, Timişoara).

Приредио је двије антологије српског сатиричног афоризма: 
- Историја афокалипсе (1987),
- Век афоризма(2000).